# ۴۱۸ (قمری)
۴۱۸ (قمری)، چهارصد و هجدهمین سال در گاهشماری هجری قمری است. اول محرم این سال برابر با هفدهم فوریه سال ۱۰۲۷ میلادی است.

## وابسته
- اخسیکت